# Marinella

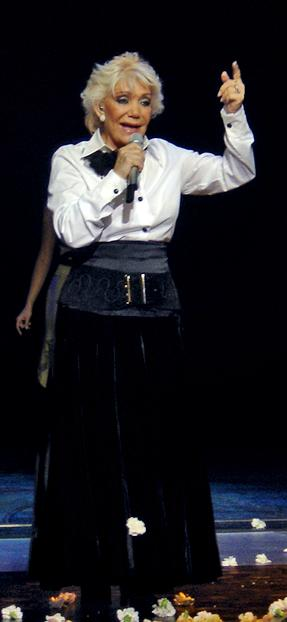
Marinella år 2006.

Marinella, eller Kyriaki Papadopoulou, född 19 maj 1938 i Thessaloniki, Grekland, är en grekisk sångerska.
Den musikaliska karriären startade år 1957 när hon släppte sången Nitsa Elenitsa (Lilla Helen). Hon arbetade under en lång tid med den populära folkmusikern Stelios Kazantzidis. År 1974 ställde hon upp med låten Λίγο κρασί, λίγη θάλασσα και το αγόρι μου (Ligo krasi, ligi thalassa kai to agori mou, Lite vin, lite hav och min pojkvän) i Eurovision Song Contest i Brighton och tävlade för Grekland. Hon var även delaktig i ett antal grekiska musikaler där hon både sjöng och spelade.
Marinella släppte under 70- och 80-talen tidsenliga pop-album, men även Tribute-album såsom "I Marinella Tragouda Sofia Vempo" (Marinella sjunger Sofia Vempo) från 1980 och "Megales Stigmes (Stora Stunder) från 1984, bidrog till att musikstilarna i hennes repertoar varierats från Rebetika och Tango till Nyklassisk musik av Manos Hadjidakis och Mikis Theodorakis. 
År 1997 utkommer en pop-skiva med Stefanos Korkolis som låtskrivare. 
År 1998 framträdde Marinella i Musikhallen i Aten.
År 2000 framträder hon i tv-serien "Istera Irthan I Melisses" där hon ännu en gång medverkar som en rollfigur i ett drama. Ett helt album med samma namn som serien släpps i vilket hon framför seriens sånger.
År 2004 återkom Marinella med helt nyskrivet pop-material i albumet "Ammos Itane" med text av Lina Nikolakoupoulou och musik av Nikos Antipas. Albumet genomsyras av orkestrala arrangemang tydliga tidsenliga elektroniska influenser.  Marinella lämnar skivbolaget EMI efter detta album i vilket hon släppt material sedan 1987. 
År 2005 släpptes en tidsenlig ny Folk-Popskiva med musik av Giorgos Theofanous. Albumet innehåller tre duetter med tre olika musiker: Glykeria, Kostas Makedonas och Antonis Remos
Marinella återgår till Universal (dåvarande Polygram) med detta album som även släpps i formatet "DualDisc" som en av de första artisterna i Grekland.
Vintersäsongen 2006-07 hade Marinella och Antonis Remos en krogshow tillsammans, namngiven "Ord är överflödiga", (Ta Logia Ine Perita), efter en låt inspelad år 1974 av Marinella. Succén följdes upp under 2007 och avslutades våren 2008. Ett livealbum innehållandes Marinellas och Antonis Remos framträdanden på Athinon Arena släpptes år 2007.
Vintern 2008 beträder Marinella och sångaren Yiannis Parios scenen på "Diogenis Studio" för en krogshow som kom att kallas "Årets Samarbete". 6 november gick startskottet för samarbetet som fortsätter vintern ut. 
Enligt fansiten "marinella.dom.gr" arbetar Marinella på en ny skiva.